# Lenbachweg 1 (Weimar)

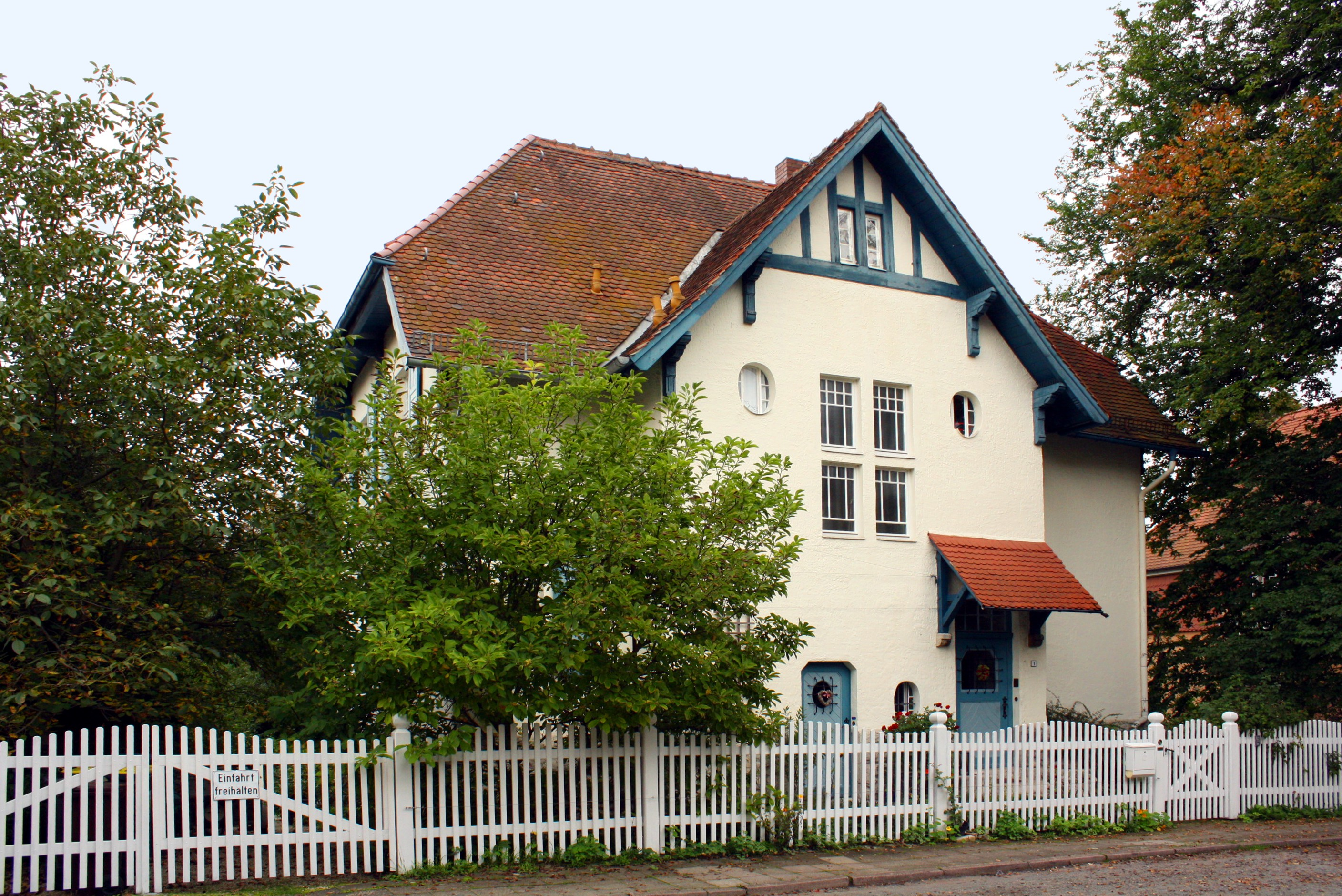
Lenbachweg 1

Das Wohnhaus Lenbachweg 1 in der Weimarer Südstadt ist eine Villa im Reformstil.
Zur Zeit seiner Erbauung hatte die Straße noch keinen Namen. Erst 1914 wurde sie Falkenstraße genannt, benannt nach der nahegelegenen ehemaligen Falkenburg. Es entstand 1907 mit dem Charakter eines Landhauses. Bauherr war der Kunstmaler Freiherr Elmar von Eschwege (1856–1935), der es errichten ließ. Der Freiherr von Eschwege übertrug das das Haus seiner Tochter zu ihrer Hochzeit, womit es noch eine Zeitlang im Familienbesitz verblieb.
Es besteht aus Ziegelmauerwerk im Erdgeschoss, im Obergeschoss aus Holzfachwerk mit Vorlagemauerwerk. Es hat glatte Putzflächen ohne Zierrat auf einem bossierten Natursteinsockel. Das Krüppelwalmdach ist mit naturfarbener Ziegeldeckung und die Querdächer über den Giebelaufbauten der Risalite sowie mit einem weit vorkragendes Traufgesims versehen. Die Gliederung der Wandflächen erfolgt vor allem durch die ost- und südwärts mit Klappläden versehenen und kleinteilig gesprosste Oberlichter haben und zum Teil gruppiert angeordnet wurden. Es besitzt Anbauten wie die Veranda an der Südseite und ein ziegelgedecktes Vordach am Hauseingang an der Westseite.
Das Gebäude ist auf Liste der Kulturdenkmale in Weimar (Einzeldenkmale) verzeichnet.